# Klibbig fetknopp
Klibbig fetknopp (Sedum villosum) är en växtart i familjen fetbladsväxter. 